# Retrato de um Músico
O Retrato de um Músico (Italiano: Ritratto di Musico) é a única pintura-retrato de um homem atribuída a Leonardo da Vinci. O homem representado pode ter sido Franchino Gaffurio, professor da capela da Catedral de Milão nos anos de 1485, que era contemporâneo e amigo de Da Vinci.
Leonardo parece ter deixado o retrato próximo de sua finalização, porém, ainda assim, inacabado. No século XIX pensava-se que o retrato era de Ludovico Sforza, mas na restauração realizada em 1905, com a retirada de uma camada de verniz, ficou mais nítida a existência de uma mão e uma folha de papel com uma partitura musical e os escritos "Cant ... Ang ...". A suspeita da identidade de Gaffurio, deve-se ao fato dele ter sido mestre da capela na Catedral de Milão na mesma época em que o quadro foi produzido. Outros estudiosos afirmam que o homem em questão pode ser anônimo, ou até um retrato de Josquin Des Pres, que também atuou como mestre da capela na Catedral. 
O sujeito é um jovem de cabelos grossos e dourados, retratado em um ângulo reclinado levemente para a direita, postura ereta e com as pupilas particularmente expressivas e delicadas, compostas por diferentes passagens de luz e sombras.O olhar do músico pode parecer irreal, perdido no espaço, mas pode ser que esteja a ler a música em silêncio e imaginando o desempenho. Em comparação com o rosto detalhado, o chapéu, as vestes, a mão e a partitura parecem ter sido feitos por outro pintor, com um estilo diferente. Alguns historiadores da arte reconhecem o estilo de Leonardo na face do personagem, porém, o estilo assemelha-se mais com modelos nórdicos do que toscanos, que possivelmente pode ter grande influência de Antonello da Messina, que estava em Milão no momento da realização dessa obra. 
Encontra-se actualmente na Pinacoteca Ambrosiana em Milão.
1. ↑  http://www.duomomilano.it/en/article/2015/02/26/gaffurio-leonardos-musician-who-made-great-the-musical-chapel-of-the-d/8b577a64-afc2-4d82-a7a1-6572bc87ecbc/
2. ↑  "Leonardo", Los grandes genios del arte, n.º 17, Eileen Romano (dir.), Unidad Editorial, S.A., 2005, ISBN 84-89780-69-2